# Hydropsyche tapena
Hydropsyche tapena is een schietmot uit de familie Hydropsychidae. De soort komt voor in het Australaziatisch gebied.